# Marina Ogilvy
Marina Ogilvy (Richmond Park, 1966. július 31. –) a brit királyi család, a Windsor-ház tagja. Apja Sir Angus Ogilvy volt, anyja Alexandra brit királyi hercegnő.
Marina fiatalkorában a királyi család fekete bárányának számított életmódja miatt, amit tovább fokozott, hogy házasságon kívül lett terhes első gyermekével (bár még születése előtt férjhez ment a gyerek apjához). A házasság után megromlott kapcsolata szüleivel, mivel azt állította, hogy szülei inkább abortuszra, mint a gyerekvállalásra ösztönözték. A család végül kibékült, de Marina 1997-ben elvált férjétől.
Marina Ogilvy jelenleg a 49. az Egyesült Királyság trónöröklési rendjében.

## Családja
1990. szeptember 2-án ment feleségül Paul Mowatthoz. A királyi család szokásától eltérően az esküvő nagyon szűkkörű volt, a menyasszony ugyanis gyermeket várt az esküvő idején. A párnak két gyermeke született, mielőtt a házasságot 1997-ben felbontották:
- Zenouska Mowatt (1990–)
- Christian Mowatt (1993–)

## György, Kent 1. hercege leszármazottai
A részleges családfán megjelenítettük a Kent hercege cím öröklésében fontos személyeket. Feltüntettük azokat, akikről (2024) született magyar szócikk.
- V. György brit király (1865. június 3. – 1936. január 20.) Felesége: Teck Mária
  - VIII. Eduárd brit király
  - VI. György brit király
  - Mária brit királyi hercegnő
  - Henrik Gloucester 1. hercege (1900. március 31. - 1974. június 10.)
    - innen lásd Gloucester hercege

  - György, Kent 1. hercege (1902. december 20. - 1942. augusztus 25.) Felesége: Marina görög hercegnő (1906 – 1968)
    - Eduárd, Kent 2. hercege (1935. október 9. – ) Felesége: Katalin kenti hercegné[7] (1933 –)
      - George Windsor[8], St Andrews grófja (1962. június 26–) Felesége: Sylvana Tomaselli (1957–)
        - Edward Windsor[7], Lord Downpatrick (1988. december 2. –)
        - Marina Windsor[7] (1992. szeptember 30.–)
        - Amelia Windsor (1995. augusztus 24.–)

      - Helen Taylor (1964–) Férje: Timothy Verner Taylor (1963–)
        - négy gyerek

      - Nicholas Windsor (1970–) Felesége: Paola Louise Marica Doimi de Lupis
        - három gyerek

    - Alexandra (1936–) Férje: Angus Ogilvy (1928–2004)
      - James Ogilvy (1964–) Felesége: Julia Rawlinson
        - két gyerek

      - Marina Ogilvy (1966–) Férje: Paul Mowatt (1990 – 1997)

  - János brit királyi herceg (1905-1919)